# 伊泽尔省
伊泽尔省（法語：Isère）是法國奥弗涅-罗讷-阿尔卑斯大区所轄的省份。該省編號為38。位于奥弗涅-罗讷-阿尔卑斯大区东部，该省是本大区中面积最大的一个省份，而人口也在本大区排名第二。

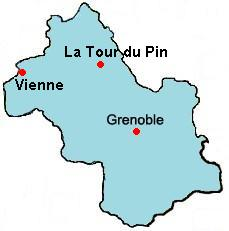
伊泽尔省略图

## 行政区划

### 省会
- 格勒诺布尔（Grenoble），位于该省中部，伊泽尔河和德拉克河交汇处的冲积平原地带，四周被崇山峻岭包围。格勒诺布尔是法国重要的工商业城市之一，也是这一地区的行政、经济、交通、文化、物流中心。

### 副省会
- 拉图尔迪潘（La Tour-du-Pin），位于该省北部，在经济上更受到里昂的辐射。
- 维埃纳（Vienne），位于该省西部，罗讷河左岸，是法国历史最悠久的城市之一。

### 主要城市
- 布尔关雅略（Bourgoin-Jallieu），位于该省西北部。工业城市，以纺织业而闻名。
- 圣马塞兰（Saint-Marcellin），位于该省西南部，伊泽尔河右岸，因盛产奶酪而闻名。
- 瓦龙，位于该省中部，格勒诺布尔市区西北大约25公里，人口约2万，是区域性的中心城市，也是一个小型铁路枢纽。

## 历史
伊泽尔省是法国大革命中1790年3月4日建立的83个省份之一。原先是道芬省的一部分。该省分别于1852年及1967年将4个及23个市镇划归罗讷省管辖。其中在1852年，由于里昂及其周边的快速城市化发展，使得原属伊泽尔省的維尼西厄、维勒班、沃昂沃兰、Bron等四个市镇被划入罗讷省。而在1967年，由于大里昂地区的建立，23个原属伊泽尔省的市镇及6个原属安省的市镇被划入了罗讷省。
该省徽章上方的蓝白波纹代表伊泽尔河，下方的黄底海豚则为多菲内的徽章。
“伊泽尔”也是分拆为214箱运送自由女神像的法国船只的名字。

## 命名
伊泽尔省名来自于伊泽尔河，而伊泽尔的名字词源并不清楚，可能的有一下几种：
- 凯尔特语的Isar，意为“铁”，在史前时期伊泽尔河沿岸可能富产铁矿。
- 高卢语Isara，意为“快”，取河流湍急之意。

类似的河流名字在欧洲有多处，比如巴伐利亚的伊萨尔河、比利时的艾泽尔河、瓦兹河及捷克的伊泽拉河等等。但该词是否来源于凯尔特语还存疑，因为类似的河名也见于未受凯尔特文化影响的区域（如威尼斯、色雷斯及立陶宛等地）。